# Belleville Rendez-Vous
Pour les articles homonymes, voir Belleville et Rendez-vous.
Clip vidéo
[vidéo] « Matthieu Chedid (-M-) - Belleville Rendez-Vous », sur YouTube
[vidéo] « Thomas Dutronc (live instrumental) - Belleville Rendez-Vous », sur YouTube
[vidéo] « The Ditties - Belleville Rendez-Vous », sur YouTube
Belleville Rendez-Vous est une chanson française de jazz français zazou,, musique thématique de la bande originale du film d'animation Les Triplettes de Belleville, de Sylvain Chomet de 2003.

## Histoire
Sylvain Chomet et Benoît Charest écrivent et composent ce titre sur le thème du jazz français zazou de l'ère du jazz du Paris des années folles d'entre-deux-guerres, pour la musique thème de leur film d'animation. Le titre est interprété dans le film en français et en anglais par le trio de jazz vocal close harmony du quartier de Belleville de Paris « Les Triplettes de Belleville ». Il est enregistré avec les voix de Béatrice Bonifassi et Matthieu Chedid (M), avec entre autres Benoît Charest et Thomas Dutronc à la guitare (également accompagnés dans le dessin animé par Charles Trenet, Django Reinhardt, Joséphine Baker et Fred Astaire) « J'veux pas finir ma vie à Acapulco, danser toute raide avec des gigolos, moi je veux être tordue, triplement tordue, balancée comme une Triplette de Belleville (allez les filles!)... Swinging Belleville rendez-vous, marathon dancing doop dee doop, Vaudou Cancan balais taboo, au Belleville swinging rendez-vous... ».

## Au cinéma
- 2003 : Les Triplettes de Belleville, de Sylvain Chomet, musique thématique de la bande originale[7].

## Reprises et adaptations
Ce titre est repris et adapté par de nombreux interprètes, dont entre autres Matthieu Chedid, Thomas Dutronc (version jazz manouche), Annabelle Chvostek (en)...

## Distinctions
Le film est récompensé du César de la meilleure musique originale (2004), Étoile d'or du film (2004), Prix Lumière du meilleur film (2004), Prix Génie (2005). Belleville Rendez-Vous est également nominé entre autres Oscar de la meilleure chanson originale (2004).